# Campanularia erythraea
Campanularia erythraea är en nässeldjursart som beskrevs av Thornely 1908. Campanularia erythraea ingår i släktet Campanularia och familjen Campanulariidae. Inga underarter finns listade i Catalogue of Life.